# Pau de Tir
Pau de Tir (en llatí Paulus, en grec antic Παυ̂λος) fou un sofista o retòric grec nascut a la ciutat fenícia de Tir, que va viure al temps de l'emperador Hadrià.
Va ser enviat, sembla que pels seus conciutadans, com a delegat davant l'emperador i va aconseguir l'elevació de la ciutat de Tir al rang de metròpoli.
Va escriure, segons Suides i Eudòxia Macrembolitissa algunes obres que enumeren, ara totes perdudes:
- 1. Τέχνη ῥητορική, Ars Rhetorica.
- 2. Προγυμνάσματα, Progymnasmata.
- 3. Μελέται, Declamationes.

Fabricius l'inclou a la Bibliotheca Graeca.